# مجمع الشيخ أحمد كفتارو
مجمع الشيخ أحمد كفتارو (جامعة بلاد الشام)، جامع ومركز دعوي ومعهد تعليمي أسسه مفتي سوريا السابق في بداية القرن العشرين، يقع في منطقة الصالحية، ركن الدين في وسط دمشق.
بدأ المجمع مسيرته الدعوية مع الشيخ محمد أمين كفتارو في بداية القرن العشرين كأحد منابر الدعوة إلى الله وإلى الإسلام بمنهج صوفي وسطي، وبعد وفاة الشيخ محمد أمين كفتارو سنة 1938م، تولى الشيخ أحمد كفتارو مسؤولية المعهد ووسع المجمع على مساحة 1800 كم مربع ضمن سبعة طوابق.
يضم المجمع سكن داخلي للطلبة، ومكتبة مركزية ومكتب القرآن الكريم والدورات العلمية، وينظم المجمع مسابقات سنوية يتنافس فيها حفاظ القرآن لنيل جائزة الشيخ أحمد كفتارو لحفظ القرآن الكريم، كما يحوي على مسجد أبو النور بالإضافة إلى عدد من المؤسسات التعليمية وأهمها: ثانوية الغد المشرق الشرعية للذكور والإناث، ومعهد تعليم اللغة العربية للناطقين بغيرها، وبرامج الدراسات العليا في الماجستير والدكتوراه، والدراسات الإسلامية للمنتسبين، ودار الحديث الشريف، والسيرة النبوية.
يقيم مجمع الشيخ أحمد كفتارو مجموعة متنوعة من الدورات التأهيلية العلمية للأئمة والخطباء والمدرسين الدينيين والدعاة الذين يفدون إلى المجمع من دول العالم كافة لينهلوا من معين فكره الوسطي بشكل دوري.

## الكليات
يضم المجمع ثلاث كليات باعتباره أحد فروع جامعة بلاد الشام وهذه الكليات هي:
- كلية أصول الدين.
- كلية الدعوة والدراسات الإسلامية بأقسامها: قسم الدعوة والإعلام، قسم اللغة العربية.

- كلية الشريعة والقانون بأقسامها: قسم الشريعة، قسم القانون، قسم الاقتصاد الإسلامي بفرعيه المالية والمصارف، وإدارة الأعمال.